# Enmannsche Kaisergeschichte
Enmannsche Kaisergeschichte (slovensko Enmannova zgodovina cesarjev) je sodobni naslov izgubljenega hipotetičnega latinskega zgodovinskega dela, napisanega v 4. stoletju.
Nemški učenjak Alexander Enmann je leta 1884 naredil primerjavo več poznorimskih zgodovinskih del in odkril veliko podobnosti, ki se niso dale razložiti z neposrednimi primerjavami razpoložljivih del. Enmann je postavil teorijo izgubljenega zgodovinskega dela, ki je bilo skupni vir za kasnejše avtorje, vključno z Avrelijem Viktorjem, Evtropijem in avtorjem Historiae Augustae. Hipotetičnega dela ne omenja noben poznorimski zgodovinar. Enmannova analiza je danes kljub temu večinoma sprejeta in nekoliko spremenjena, 
čeprav nekateri učenjaki, zlasti Willem den Boer, vanjo dvomijo.
Kaisergeschichte naj bi bilo kratko zgodovinsko delo, ki je pokrivalo obdobje od cesarja Avgusta do leta 337 ali 357. Razen že omenjenih treh avtorjev so Kaisergeschichte uporabili tudi Fest, Hieronim in anonimni avtor Epitome de Caesaribus.